# Twixt (film)
Twixt este un film de groază thriller scris și regizat de Francis Ford Coppola cu Val Kilmer și Elle Fanning în rolurile principale. Filmul a avut premiera pe 4 septembrie 2011 la Festivalul Internațional de Film de la Toronto (Canada).

## Prezentare
Writer Hall Baltimore (Kilmer), aflat într-un moment prost al carierei sale ca scriitor, vine într-un mic orășel în timpul unui turneu de promovare a unei cărți, dar devine implicat într-o anchetă privind uciderea unei tinere fete. Într-un vis, el este abordat de o tânără fantomă numită V (Fanning), a cărui legătură cu crima este neclară.

## Distribuție
- Val Kilmer este Hall Baltimore
- Elle Fanning este V
- Joanne Whalley este Denise
- Bruce Dern este Bobby LaGrange
- Ben Chaplin este Edgar Allan Poe
- Don Novello este Melvin
- David Paymer este Sam Malkin
- Alden Ehrenreich este Flamingo
- Lisa Biales este Ruth[3]
- Anthony Fusco este Reverendul Allan Floyd
- Ryan Simpkins este Carolyne
- Lucas Rice Jordan este P. J.
- Bruce A. Miroglio este Șerfiul Arbus
- Tom Waits este Povestitorul[4]

## Producție
Filmul este inspirat de lucrările autorului Edgar Allan Poe dar și de un coșmar pe care l-a avut Francis Ford Coppola în timp ce mergea la Istanbul, coșmar pe care l-a transformat într-o nuvelă.

## Lansare
Twixt a fost așteptat cu nerăbdare mult timp de către fanii lui Coppola. Din noiembrie 2011, filmul nu a avut o lansare mondială, doar a rulat exclusiv la câteva festivaluri de filme. A rulat în noiembrie 2011 la American Film Market, Santa Monica.
Twixt va rula în cinematografe în Marea Britanie în primăvara anului 2012.